# Rheinisches Landesmuseum Bonn
Le Rheinisches Landesmuseum Bonn (musée régional rhénan) est un musée situé à Bonn, en Allemagne. Avec une fondation en 1820, c'est l'un des plus vieux du pays. Il a fait l'objet d'une profonde restructuration entre 1997 et 2003.
Le musée rhénan donne une vue d'ensemble de l'histoire, de la culture et des arts en Rhénanie moyenne et inférieure, de la préhistoire jusqu'à nos jours. Le département de la préhistoire possède notamment un crâne d'Homme de Néandertal.
Le LVR-LandesMuseum Bonn (nom complet : LVR-LandesMuseum Bonn, Musée national rhénan d'archéologie, d'art et d'histoire culturelle) est l'un des plus anciens musées d'histoire culturelle d'Allemagne. La collection du Musée d'État de LVR, avec ses objets archéologiques, artistiques et culturels et historiques, couvre 400 000 ans d'histoire humaine. L'accent est mis sur l'histoire culturelle de la Rhénanie, illustrée par des découvertes archéologiques, des œuvres d'art médiévales, des œuvres de l'école de peinture de Düsseldorf et des positions contemporaines.
Le musée national LVR est soutenu par la LVR (Association régionale de Rhénanie) et ainsi associé au musée Max Ernst de la LVR à Brühl et aux thermes romains de Zülpich.

## Collections
L'exposition permanente du musée est regroupée selon les thèmes suivants : 
- Sur la piste des secrets ;
- Des dieux à Dieu ;
- Scène rhénane ;
- De la survie à une belle vie ;
- Pouvoir et forces ;
- La Rhénanie et le monde :
- Du paysage primitif au paysage urbain.

Quel que soit le contexte chronologique, les chefs-d’œuvre de l’art sont présentés à côté d’objets simples du quotidien et les œuvres sacrées à côté d’appareils du quotidien. Le musée possède également une collection graphique et photographique, ainsi qu'un cabinet numismatique. Dans l’espace Âge de pierre, l’une des plus belles collections préhistoriques d’Europe est présentée aux côtés du squelette original de Néandertal. L'ensemble des expositions montre l'évolution des humains depuis le développement de la marche debout jusqu'à la colonisation des Celtes sur la voie de la civilisation avancée.

### Peinture
- Anton Mirou : Foire au village (1604).

### Préhistoire

Préhistoire
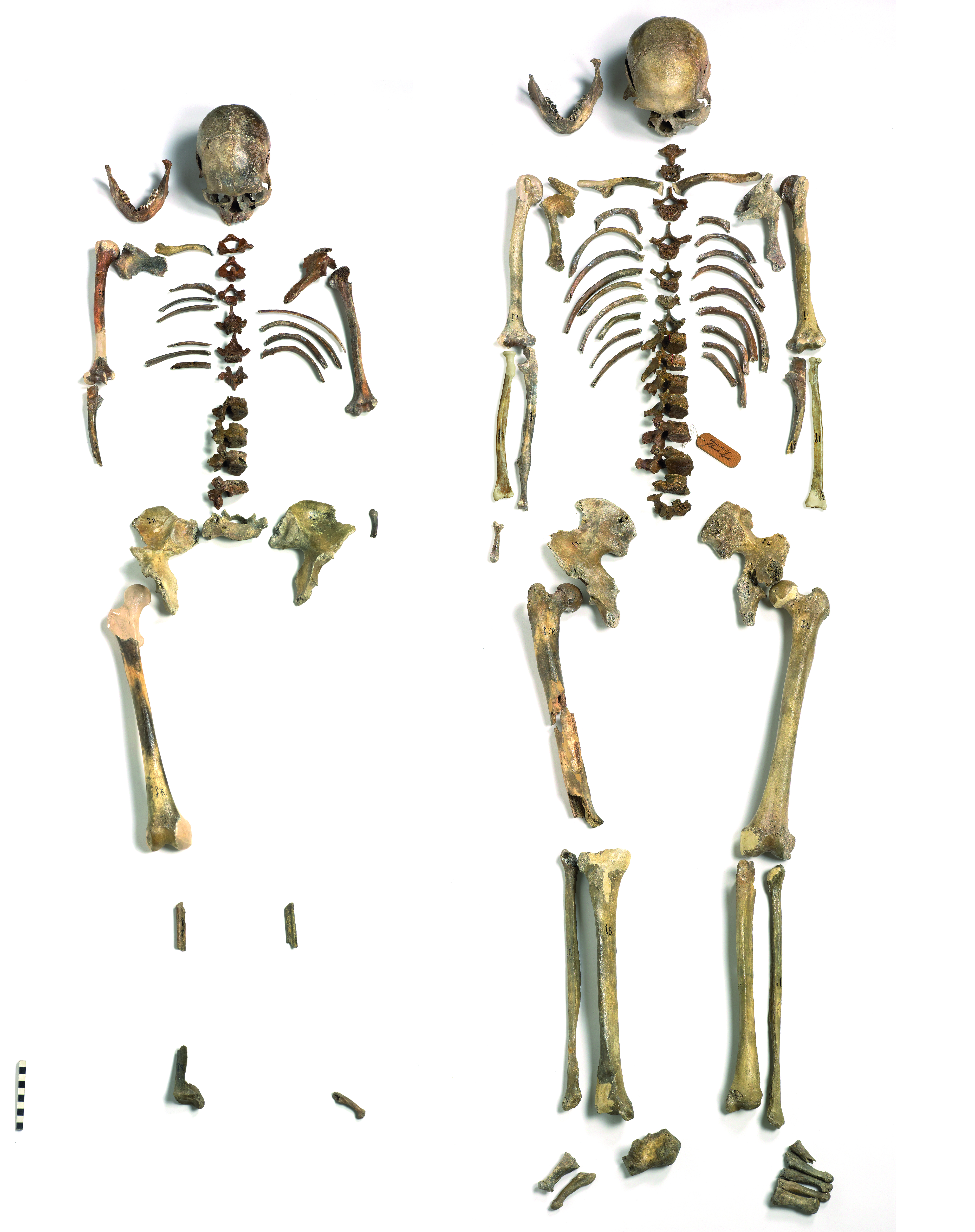
Couple de la tombe double d'Oberkassel.
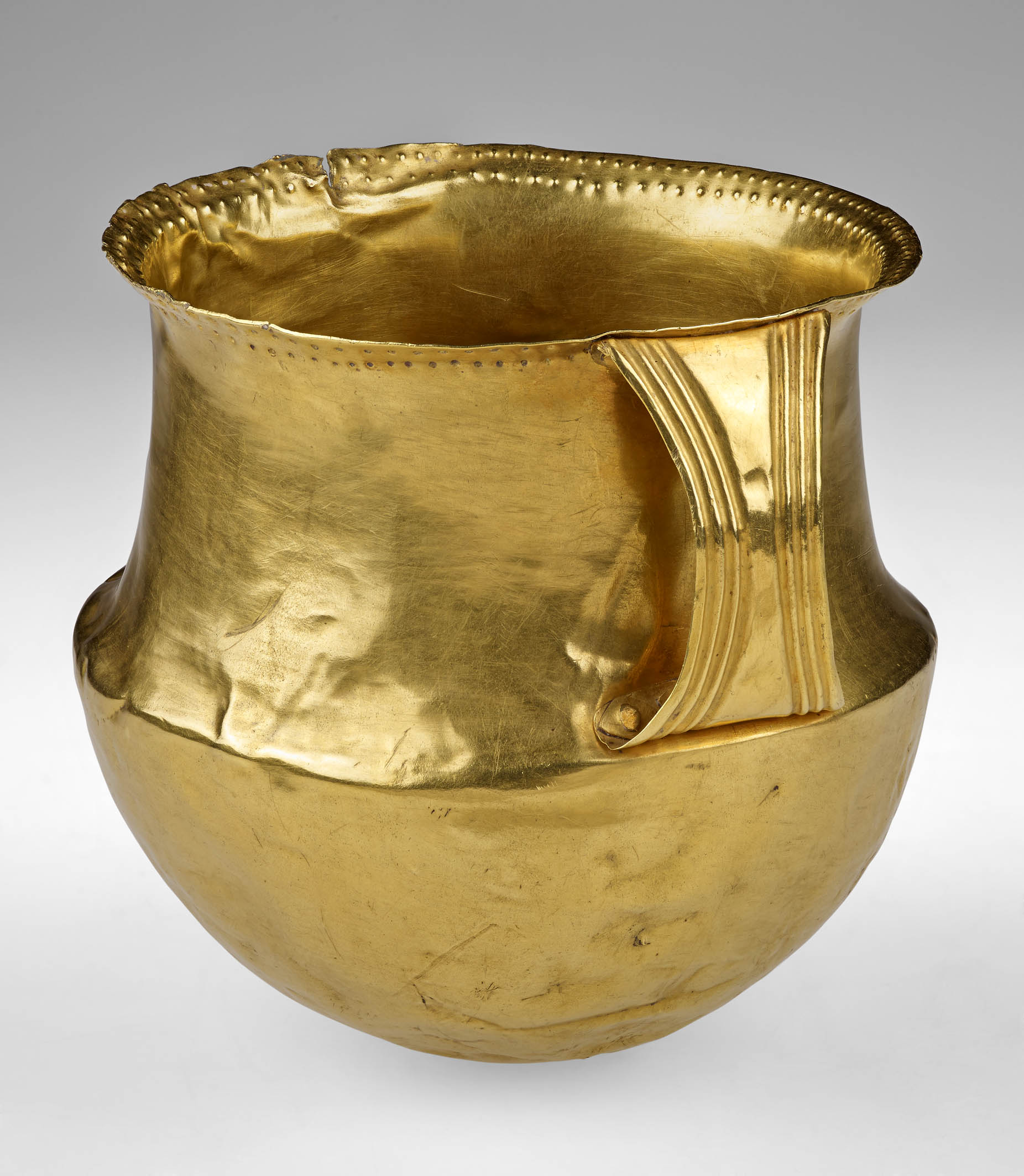
Tasse dite « Fritzdorfer » : gobelet à anse dorée, âge du bronze.
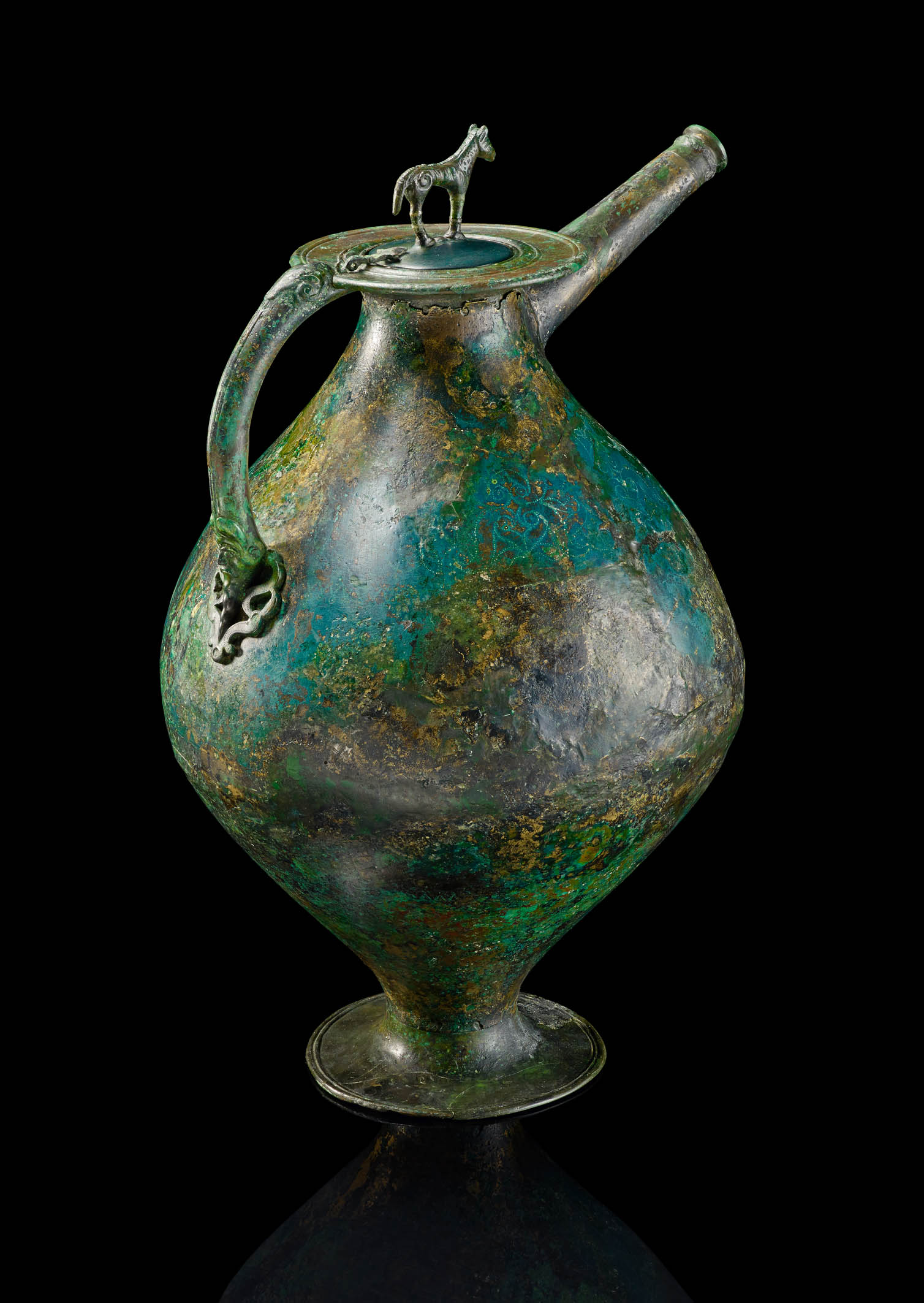
Cruche tubulaire celtique de Waldalgesheim, avec petite figure de cheval sur le couvercle.

### Antiquité romaine

Antiquité romaine
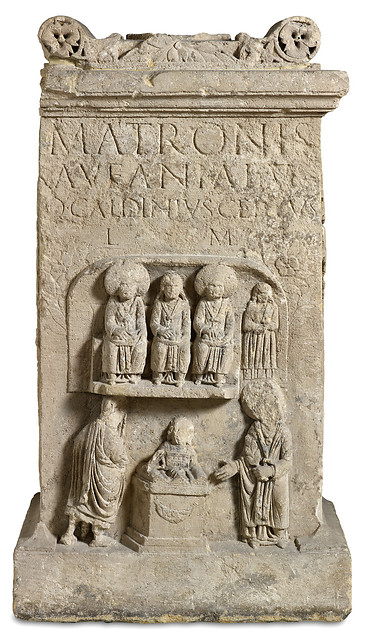
Autel des « matrones » avec scène d'offrandes.
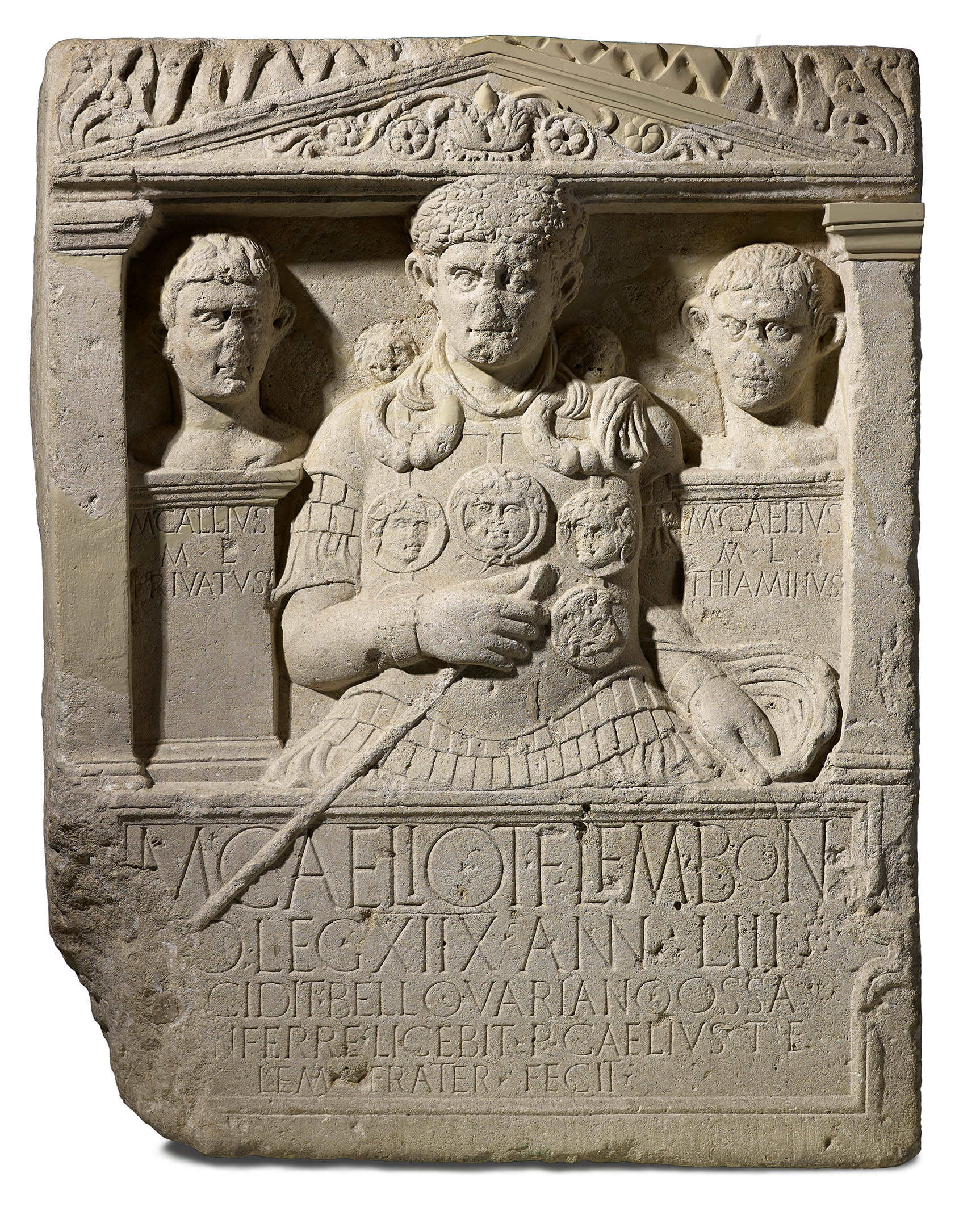
Pierre tombale du centurion romain Marcus Caelius.
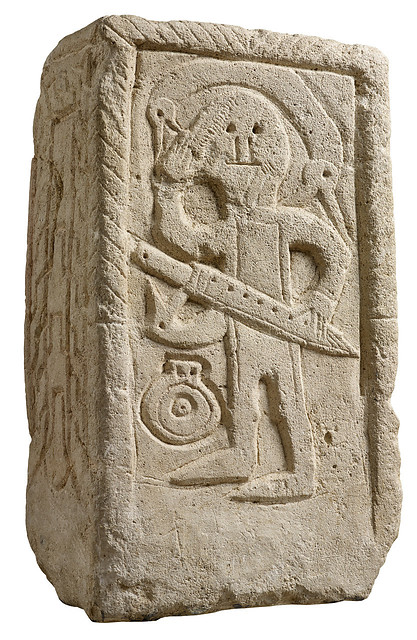
Stèle funéraire de Niederdollendorf, VIIe siècle. Guerrier tenant une épée d'une main et se coiffant de l’autre avec un peigne.

### Moyen Âge

Moyen Âge
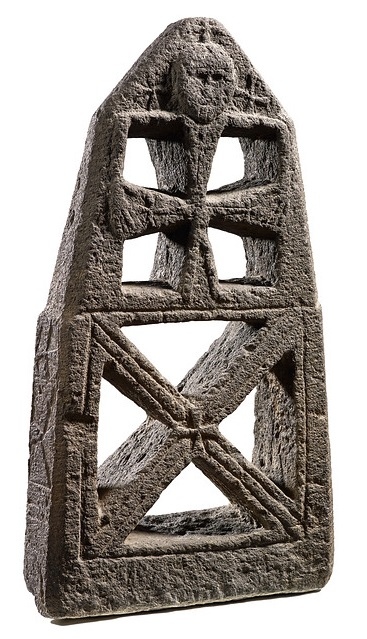
Stèle de Moselkern (VII-VIII s.) : œuvre paléochrétienne en pierre avec symboles de croix.
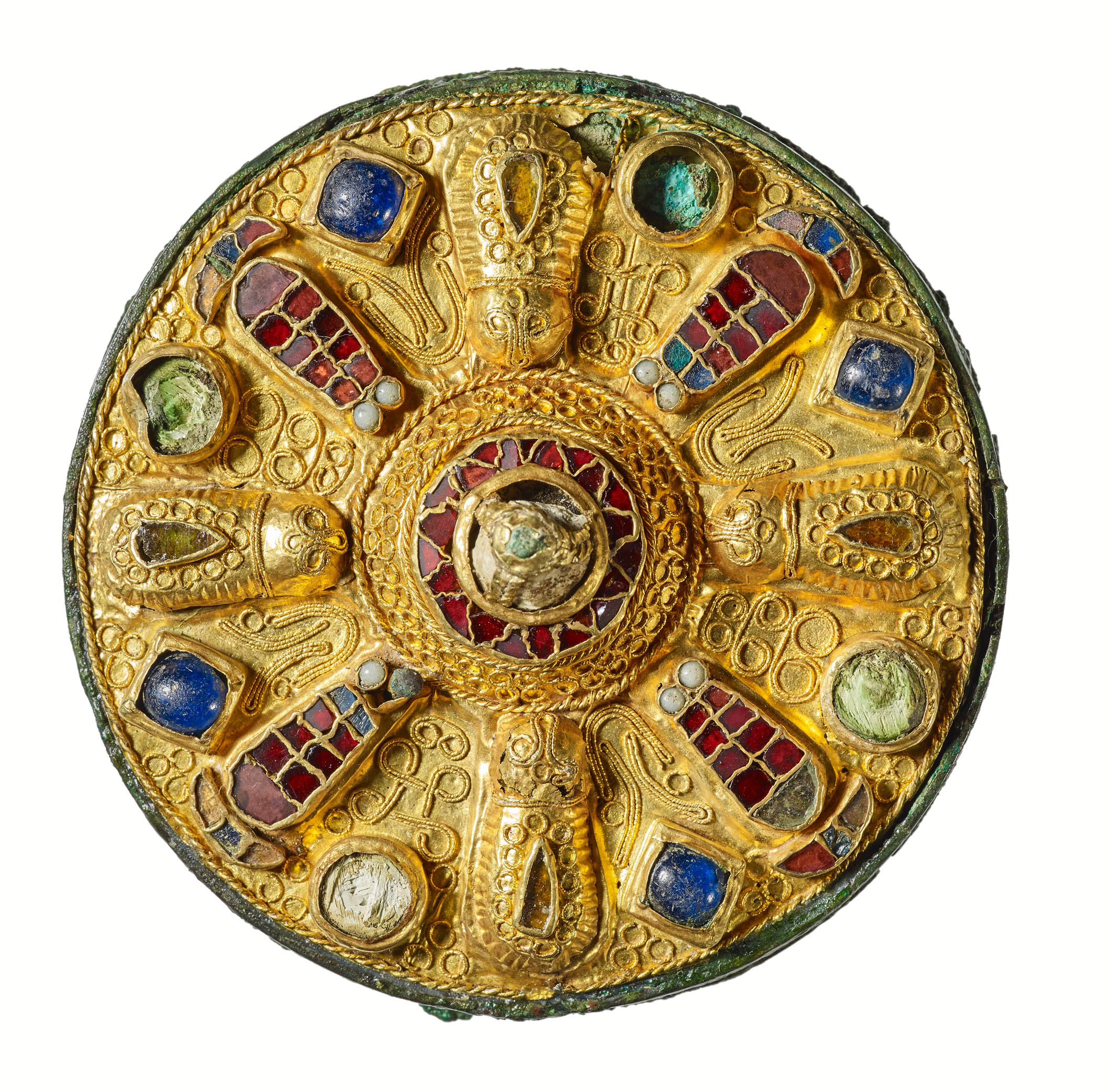
Broche avec disque d'or. Début du Moyen Âge.
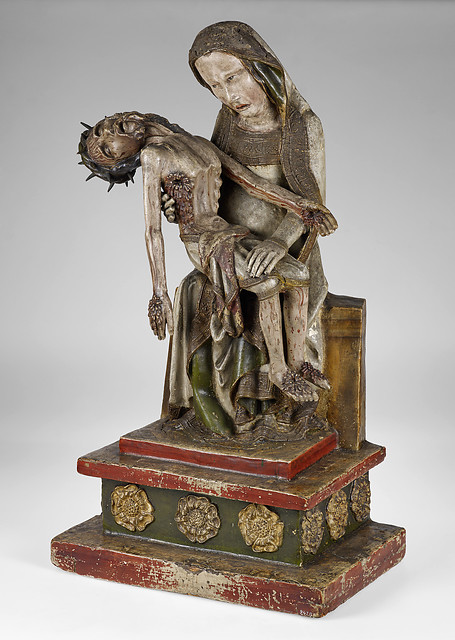
Pietà Roettgen (XIVe siècle).